# Yūbetsu (rzeka)
Yūbetsu (jap. 湧別川 Yūbetsu-gawa) – rzeka w Japonii, na wyspie Hokkaido. Jej długość wynosi 87 km, a powierzchnia dorzecza to 1480 km².